# Карен Асланян
Карен Асланян (вірм. Կարեն Ասլանյանը; нар. 22 липня 1995) — вірменський борець греко-римського стилю, триразовий бронзовий призер чемпіонатів Європи, чемпіон світу серед військовослужбовців, срібний призер Всесвітніх ігор військовослужбовців.

## Життєпис
Боротьбою почав займатися з 2006 року. У 2011 році став срібним призером чемпіонату Європи серед кадетів та бронзовим призером чемпіонату світу у цій же віковій групі. Наступного року став чемпіоном Європи серед кадетів. У 2013 році здобув чемпіонський титул на світовій юніорській першості, а ще через рік на цих же змаганнях отримав срібну нагороду. 2017 року дебютував на дорослому чемпіонаті світу, на якому посів п'яте місце.
Виступає за Єреванську спортивну школу. Тренер — Самвел Геворгян.

## Спортивні результати на міжнародних змаганнях

### Виступи на Чемпіонатах світу
| Змагання                        | Збірна   | Вагова категорія                 | Місце |
| ------------------------------- | -------- | -------------------------------- | ----- |
| Чемпіонат світу з боротьби 2017 | Вірменія | греко-римська боротьба, до 66 кг | 5     |
| Чемпіонат світу з боротьби 2018 | Вірменія | греко-римська боротьба, до 67 кг | 24    |
| Чемпіонат світу з боротьби 2019 | Вірменія | греко-римська боротьба, до 67 кг | 14    |

### Виступи на Чемпіонатах Європи
| Змагання                         | Збірна   | Вагова категорія                 | Місце  |
| -------------------------------- | -------- | -------------------------------- | ------ |
| Чемпіонат Європи з боротьби 2014 | Вірменія | греко-римська боротьба, до 59 кг | 10     |
| Чемпіонат Європи з боротьби 2017 | Вірменія | греко-римська боротьба, до 66 кг | 17     |
| Чемпіонат Європи з боротьби 2018 | Вірменія | греко-римська боротьба, до 67 кг | Бронза |
| Чемпіонат Європи з боротьби 2019 | Вірменія | греко-римська боротьба, до 67 кг | Бронза |
| Чемпіонат Європи з боротьби 2020 | Вірменія | греко-римська боротьба, до 67 кг | Бронза |

### Виступи на Європейських іграх
| Змагання              | Збірна   | Вагова категорія                 | Місце |
| --------------------- | -------- | -------------------------------- | ----- |
| Європейські ігри 2019 | Вірменія | греко-римська боротьба, до 67 кг | 5     |

### Виступи на інших змаганнях
| Змагання                                                  | Збірна   | Вагова категорія                 | Місце  |
| --------------------------------------------------------- | -------- | -------------------------------- | ------ |
| Вогні Москви 2013                                         | Вірменія | греко-римська боротьба, до 60 кг | 6      |
| Турнір Дана Колова — Николи Петрова 2014                  | Вірменія | греко-римська боротьба, до 59 кг | Срібло |
| Гран-прі Німеччини з боротьби 2014                        | Вірменія | греко-римська боротьба, до 59 кг | Бронза |
| Всесвітні ігри військовослужбовців 2015                   | Вірменія | греко-римська боротьба, до 66 кг | Срібло |
| Клубний чемпіонат світу з боротьби 2016                   | Вірменія | команда                          | 5      |
| Гран-прі Парижа з боротьби 2017                           | Вірменія | греко-римська боротьба, до 66 кг | Золото |
| Київський Міжнародний турнір з боротьби 2017              | Вірменія | греко-римська боротьба, до 66 кг | Срібло |
| Турнір Г. Картозія і В. Балавадзе 2017                    | Вірменія | греко-римська боротьба, до 66 кг | 7      |
| Чемпіонат світу з боротьби серед військовослужбовців 2017 | Вірменія | греко-римська боротьба, до 66 кг | Золото |
| Київський Міжнародний турнір з боротьби 2018              | Вірменія | греко-римська боротьба, до 67 кг | 13     |
| Кубок Владислава Пітласинські 2018                        | Вірменія | греко-римська боротьба, до 67 кг | Срібло |
| Henri Deglane Challenge 2019                              | Вірменія | греко-римська боротьба, до 67 кг | Золото |

### Виступи на змаганнях молодших вікових груп
| Змагання                                       | Збірна   | Вагова категорія                 | Місце  |
| ---------------------------------------------- | -------- | -------------------------------- | ------ |
| Чемпіонат Європи з боротьби серед кадетів 2010 | Вірменія | греко-римська боротьба, до 42 кг | 7      |
| Чемпіонат Європи з боротьби серед кадетів 2011 | Вірменія | греко-римська боротьба, до 54 кг | Срібло |
| Чемпіонат світу з боротьби серед кадетів 2011  | Вірменія | греко-римська боротьба, до 54 кг | Бронза |
| Чемпіонат Європи з боротьби серед кадетів 2012 | Вірменія | греко-римська боротьба, до 58 кг | Золото |
| Чемпіонат світу з боротьби серед юніорів 2013  | Вірменія | греко-римська боротьба, до 60 кг | Золото |
| Чемпіонат світу з боротьби серед юніорів 2014  | Вірменія | греко-римська боротьба, до 60 кг | Срібло |
| Чемпіонат Європи з боротьби серед юніорів 2015 | Вірменія | греко-римська боротьба, до 66 кг | 7      |
| Чемпіонат світу з боротьби серед юніорів 2015  | Вірменія | греко-римська боротьба, до 66 кг | 8      |
| Чемпіонат світу з боротьби серед молоді 2017   | Вірменія | греко-римська боротьба, до 66 кг | 23     |